# Радде (село)
Радде (рос. Радде) — село у Облученському районі Єврейської автономної області Російської Федерації.
Входить до складу муніципального утворення Пашковське сільське поселення. Населення становить 429 осіб (2010).

## Історія
Згідно із законом від 26 листопада 2003 року органом місцевого самоврядування є Пашковське сільське поселення.

## Населення
| 2002 | 2010 |
| ---- | ---- |
| 563  | ↘429 |